# Soap Lake
Soap Lake – miasto w Stanach Zjednoczonych, w stanie Waszyngton, w hrabstwie Grant.